# 1232 هـ
1232 هـ هي سنة في التقويم الهجري امتدت مقابلةً في التقويم الميلادي بين سنتي 1816 و1817.

## أحداث
- المصريون يحتلون القصيم ويتجهون إلى الدرعية عاصمة الدولة السعودية الأولى.

## مواليد
- ابن الأسير.
- إبراهيم مصطفى الموصلي، عالِم وفقيه عراقي.
- محمد بن عبد الله بن حميد
- وقار الشيرازي

## وفيات
- محمد الأمير المالكي